# Raynham (Massachusetts)
Raynham es un pueblo ubicado en el condado de Bristol en el estado estadounidense de Massachusetts. En el Censo de 2010 tenía una población de 13.383 habitantes y una densidad poblacional de 248,57 personas por km².

## Geografía
Raynham se encuentra ubicado en las coordenadas 41°55′50″N 71°2′43″O / 41.93056, -71.04528. Según la Oficina del Censo de los Estados Unidos, Raynham tiene una superficie total de 53.84 km², de la cual 53.07 km² corresponden a tierra firme y (1.44%) 0.77 km² es agua.

## Demografía
Según el censo de 2010, había 13.383 personas residiendo en Raynham. La densidad de población era de 248,57 hab./km². De los 13.383 habitantes, Raynham estaba compuesto por el 93.2% blancos, el 2.62% eran afroamericanos, el 0.2% eran amerindios, el 1.62% eran asiáticos, el 0% eran isleños del Pacífico, el 0.77% eran de otras razas y el 1.59% pertenecían a dos o más razas. Del total de la población el 1.85% eran hispanos o latinos de cualquier raza.